# Dioscorea intermedia
Dioscorea intermedia är en enhjärtbladig växtart som beskrevs av George Henry Kendrick Thwaites. Dioscorea intermedia ingår i släktet Dioscorea och familjen Dioscoreaceae. Inga underarter finns listade i Catalogue of Life.